# Geschichtsverein Hochrhein
Der Geschichtsverein Hochrhein e. V. ist ein regionaler Geschichtsverein mit Sitz in Waldshut-Tiengen, der sich mit dem „Gebiet des Hochrheins und des südlichen Schwarzwaldes zwischen Hegau und dem Markgräflerland“ befasst. Mitglieder des Geschichtsvereins publizieren regelmäßig Beiträge in Jahrbüchern und weiteren Medien.

## Geschichte
Der Verein wurde am 24. März 1974, einem Sonntag, durch einen Gründungsausschuss in dem Ort Grießen im Gasthaus Mange zunächst als Verein für Geschichte am Hochrhein im Beisein zahlreicher Gäste und Persönlichkeiten, darunter die Historiker Günther Haselier, Franz Laubenberger (Badische Heimat), Helmut Maurer, Herbert Berner vom Hegau-Geschichtsverein, Herbert Tröndle, Peter Max Boppel, Hans Jakob Wörner, Fridolin Jehle sowie der beiden Bürgermeister Franz Schmid (Tiengen) und Friedrich Wilhelm Utsch (Waldshut) begründet. Gratulanten waren die Vorsitzenden G. Fellmann der Historischen Vereinigung des Bezirks Bad Zurzach, Herbert Berner des Hegau-Geschichtsvereins, Christian Martin Vortisch des Markgräfler Geschichtsvereins und Arthur Heiz der Fricktalisch-Badischen Vereinigung für Heimatkunde.
In Grießen bestand bis dahin bereits der Klettgauer Heimatverein unter dem Vorsitz des Heimatforschers Alois Nohl (1927–2002) aus Geisslingen. Dieser Verein wurde 1974 in den neuen Geschichtsverein integriert. Die über 100 Teilnehmer wählten Fritz Schächtelin zum ersten Vorsitzenden. Mitbegründer waren unter anderem die Heimatforscher Emil Müller-Ettikon, Hans Matt-Willmatt, Konrad Sutter, Hermann Oesterle, Ulrich Christoph Eipper und Heinz Voellner. Nachdem der Kreis Waldshut kurzzeitig die Schriftenreihe Heimat am Hochrhein eingestellt hatte, übernahm der neugegründete Verein die unter Eugen Rombach bestehende Herausgabe der Reihe, die seit 1983 wieder der Landkreis Waldshut jährlich unter dem Titel Jahrbuch des Landkreises Waldshut herausgibt. Zahlreiche Beiträge dazu lieferten und liefern die Mitglieder des Geschichtsvereins. Der Verein gibt auch ein eigenes Jahrbuch unter dem Titel Land zwischen Hochhrein und Südschwarzwald – Beiträge zur Geschichte des Landkreises Waldshut heraus. Darüber hinaus werden auch andere Themen der Heimatforschung bearbeitet, etwa Geologie, Archäologie oder Natur. Der Verein bietet des Weiteren Exkursionen, Stadtführungen und regelmäßige Treffen an.
Besonders zu erwähnen sind die Mitglieder und Heimatforscher Paul Eisenbeis (Heimatmuseum Görwihl), Franz Falkenstein (Geologie), Herbert Fuchs (Lokalgeschichte Hohentengen), Manfred Emmerich (Tiengen), Hubert Roth (Erzingen), Lucia van Kreuningen (Eggingen). Seit 2013 ist Günter Hoffmann der Vorsitzende des Geschichtsverein Hochrhein e. V.
Arbeiten des Geschichtsvereins Hochrhein, etwa über die Wuhren im Hotzenwald, die Salpeterer, die Küssaburg, den Klettgau, das Römerlager Dangstetten (das der Vereinsmitbegründer Alois Nohl entdeckte), den Bauernkrieg, Fossilienfunde und vieles weitere fand Eingang in Arbeiten an Fachhochschulen, wo sie als Quellen genannt werden. Der Verein verfügt über ein kleines Archiv und Bibliothek im ehemaligen Rathaus in Bechtersbohl. Eine Partnerschaft besteht mit der Fricktalisch-Badischen Vereinigung für Heimatkunde.

## Vorsitzende
(Quelle: )
- 1974–1994 Fritz Schächtelin
- 1994–2013 Manfred Dietenberger
- 2013–heute Günter Hoffmann